# Meconopsis zangnanensis
Meconopsis zangnanensis là một loài thực vật có hoa trong họ Anh túc. Loài này được L.H. Zhou mô tả khoa học đầu tiên năm 1979.